# Joonas Ikonen
Joonas Ikonen (* 8. März 1987 in Kuopio; † 19. August 2024) war ein finnischer Skispringer.

## Werdegang
Ikonen begann seine internationale Karriere im Continental Cup. Sein erstes Springen bestritt er am 24. Januar 2004 im niedersächsischen Braunlage. Er erreichte den 28. Platz auf der Normalschanze. Bei der Junioren-Weltmeisterschaft 2004 im norwegischen Stryn konnte er im Teamspringen gemeinsam mit Ville Pekka Timonen, Tommi Voutilainen und Olli Pekkala den 6. Platz erreichen. Im Einzel auf der Normalschanze kam Ikonen nur auf einen 35. Platz. In der folgenden Saison konnte er beim COC-Springen in Rovaniemi mit einem 4. Platz sein bestes Einzelergebnis im Continental Cup erreichen. Am 9. März 2005 wurde er im Rahmen der nationalen Gruppe erstmals beim Weltcup-Springen in Kuopio eingesetzt und konnte hier mit Platz 25 auf der Puijo-Großschanze auch seine ersten Weltcup-Punkte sammeln. Bei der zwei Wochen später stattfindenden Junioren-Weltmeisterschaft in Rovaniemi gewann Ikonen überraschend Gold auf der Normalschanze und erreichte die Bronzemedaille mit der Mannschaft im Teamspringen. Nachdem er den Sommer über noch im Continental Cup sprang, wurde er ab 26. November 2005 fest ins Weltcup-Team aufgenommen. Er erreichte in der Weltcup-Saison 2005/06 in den meisten Springen einen Rang in den Punkten und erreichte sogar mehrmals die Top 10. Sein bestes Ergebnis war ein 7. Platz am 22. Januar 2006 in Sapporo. Am Ende der Saison stand er auf Platz 30 der Gesamtwertung. Es war die einzige Weltcup-Saison für Ikonen, der danach wieder im Continental Cup und im FIS-Cup startete. Bei den Olympischen Winterspielen 2006 in Turin stand er im Aufgebot für die finnische Mannschaft, wurde aber weder im Einzel noch im Teamspringen eingesetzt.
Nach zweijähriger Abwesenheit von internationalen Wettbewerben startete Ikonen am 7. und 8. Dezember 2010 bei seinen letzten beiden Skisprung-Wettkämpfen in Rovaniemi im Rahmen des Continental-Cups, bei denen er 52. und 62. wurde. Im Anschluss beendete er seine Karriere.
Am 19. August 2024 kam Joonas Ikonen im Alter von 37 Jahren bei einem Bootsunfall ums Leben.

## Erfolge

### Weltcup-Platzierungen
| Saison  | Platz | Punkte |
| ------- | ----- | ------ |
| 2004/05 | 79.   | 006    |
| 2005/06 | 30.   | 155    |